# Anusapati

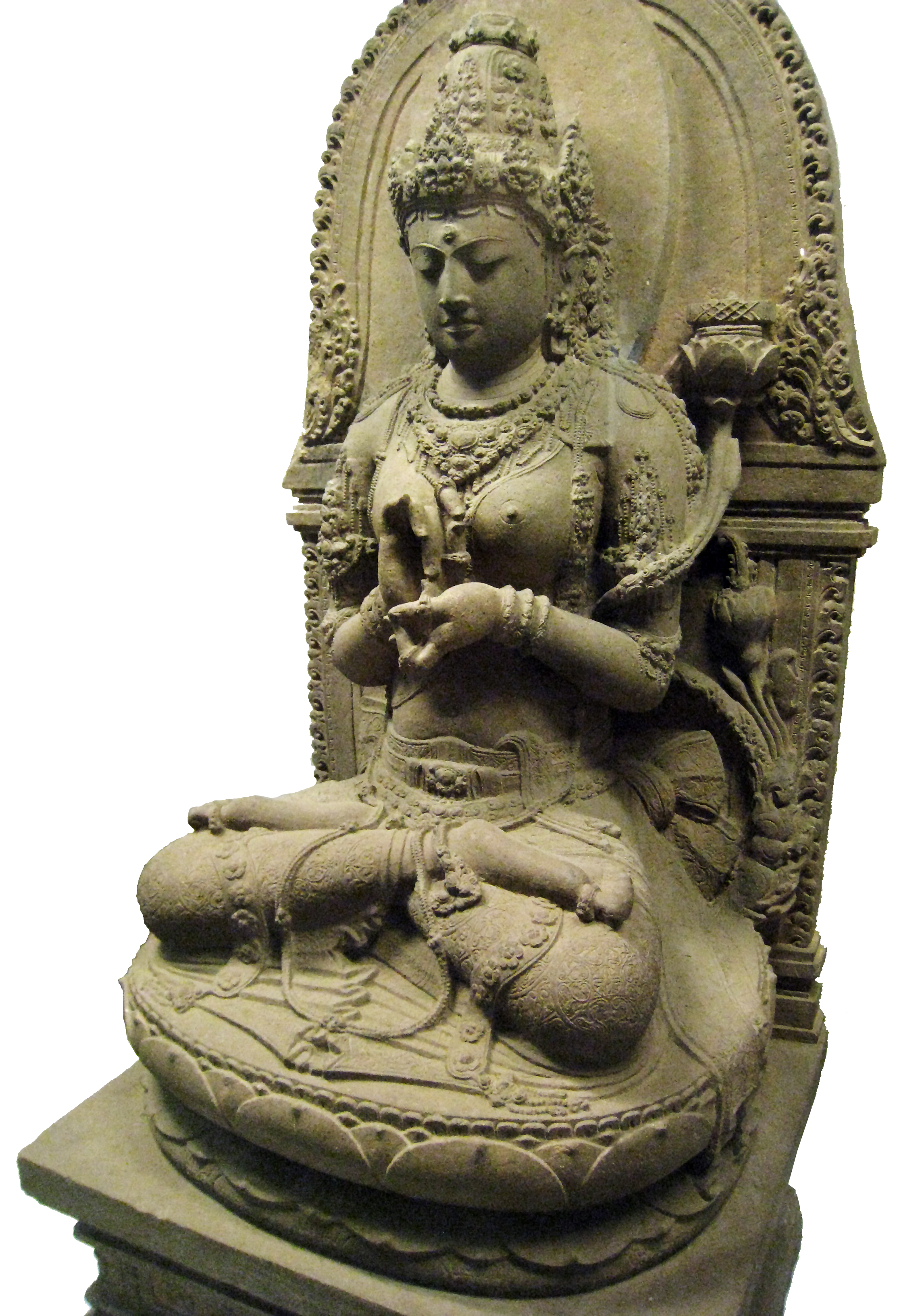
De serene schoonheid van dit Prajnaparamita beeld dat vlak bij een tempel in Singhasari werd gevonden stelt volgens sommigen Ken Dedes, de moeder van Anusapati voor.

Anusapati was de tweede koning van Singhasari (ook: Singosari), een koninkrijk op Java. Hij regeerde van 1227 tot 1248. Hij  was de zoon van Tunggul Ametung en de eerste echtgenoot van koningin Ken Dedes. Daarmee werd hij de stiefzoon van Ken Arok, die als koning de naam Rajasa droeg.
Het hindoeïstisch-boeddhistische koninkrijk Singhasari, was door zijn stiefvader Ken Arok gesticht. Deze vorst is nog steeds een geliefde figuur in Javaanse sprookjes en kinderverhalen. De belangrijkste bron voor gegevens over Ken Arok is de 16e-eeuwse kroniek Pararaton, die later in Bali gevonden is, In dit werk zijn naast historisch materiaal ook mythen opgetekend. Ken Arok was een vaderloos kind dat door Ken Endok ter wereld werd gebracht. In de mythe is de hindoe-god Brahma zijn vader en dus de (stief)grootvader van Anusapati.
De dynastie wordt de Rajasa-dynastie genoemd. Deze reeks vorsten regeerde over Singhasari en Majapahit De twisten in deze dynastieke familie veroorzaakten verschillende oorlogen en koningsmoorden. Na de dood van Ken Arok regeerden zijn stiefzoon Anusapati en diens halfbroer Panji Tohjaya.
Tunggul Ametung was een inwoner van Singhasari voordat dit een zelfstandig rijk werd en hij werd door Ken Arok neergestoken met een kris die door Mpu Gandring was gesmeed. Deze kris had de faam dat het wapen vervloekt zou zijn. Na de moord op Tunggul Ametung trouwde Ken Arok met diens weduwe, de beeldschone Ken Dedes. Hij verwierf ten koste van andere vorsten zoveel macht dat hij zich tot koning van Singashari uit kon roepen. Ken Arok huwde met Ken Dedes omdat zij verondersteld werd een "Nareshwari" te zijn, een vrouw met magische eigenschappen die haar man macht en aanzien zou brengen. Anusapati werd door zijn halfbroer Panji Tohjaya gedood met dezelfde kris die ook Ken Arok had gedood. Deze kris zou volgens de legende in ieder van de daaropvolgende zeven generaties slachtoffers maken.
Anusapati had zijn stiefvader vermoord om koning te kunnen worden. In 1248 werd Koning Anusapati zelf op zijn beurt gedood tijdens een paleisrevolutie van zijn halfzuster Tohjaya. De stoffelijke resten van Anusapati werden bijgezet in de Candi Kidal ten zuiden van Malang. Candi is het gewone Indonesische woord voor tempel, maar de meer specifieke betekenis van dit woord is dat in een candi de stoffelijke resten van koningen en belangrijke priesters waren opgeslagen. In de Javaanse devaraja-cultuur wordt aangenomen dat de monarch de incarnatie van een bepaalde godheid is, en dat na de dood hun ziel met die godheid wordt verenigd, en dus als zodanig vereerd wordt in een tempel, opgedragen aan de overleden ziel van de monarch.
Anusapati werd opgevolgd door zijn halfbroer Panji Tohjaya. Deze nam op deze manier wraak voor de dood van zijn vader en regeerde in 1248 gedurende enige maanden.